# Parafia Świętych Apostołów Piotra i Pawła w Wołominie

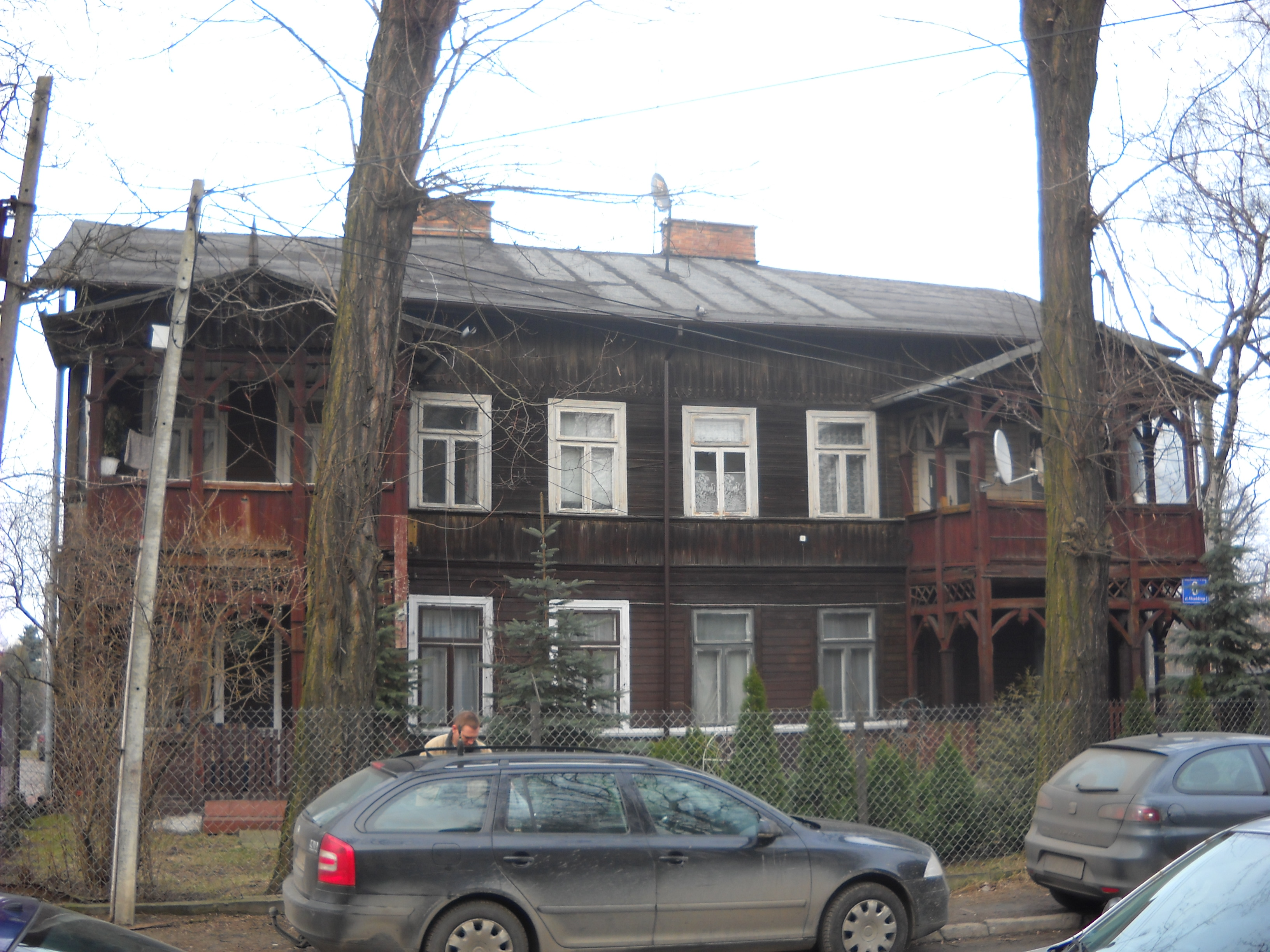
Budynek dawnej cerkwi domowej w Wołominie przy ul. Tramwajowej (obecnie ul. Piłsudskiego) 5 (1930–1938)

Parafia Świętych Apostołów Piotra i Pawła – parafia prawosławna w Wołominie, w dekanacie Warszawa diecezji warszawsko-bielskiej.
Na terenie parafii funkcjonuje 1 cerkiew:
- cerkiew Świętych Apostołów Piotra i Pawła w Wołominie – parafialna

## Historia
W XIX w. powstała kaplica prawosławna przy stacji kolejowej w Wołominie.
Parafia w Wołominie została erygowana w 1930. Początkowo jej świątynią była kaplica domowa urządzona na poddaszu budynku należącego do rodziny Michalczonków przy ulicy Tramwajowej 5 (obecnie ulica Józefa Piłsudskiego). Została ona poświęcona 29 czerwca 1930. Na początku lat 30. parafia liczyła ok. 80 osób.
7 kwietnia 1935 odbyła się uroczystość położenia kamienia węgielnego pod budowę nowego obiektu parafialnego, w którym funkcję kaplicy domowej pełniło pomieszczenie w części parterowej. Cerkiew została oddana do użytku w 1938 (29 czerwca miało miejsce jej poświęcenie). Budynek został poważnie uszkodzony w czasie II wojny światowej, następnie wyremontowany. W latach 50. XX w. miał miejsce remont wnętrza cerkwi, zaś na początku XXI w. – generalna renowacja całej świątyni.
Po II wojnie światowej liczba wiernych parafii w Wołominie poważnie spadła. Obecnie należy do niej jedynie kilka rodzin. Święta Liturgia odprawiana jest co niedziela.

## Wykaz proboszczów
- 1930 – ks. Borys Sobolewski
- 1930–1932 – o. Atanazy (Martos)
- 1932–1938 – Komitet Opiekuńczy Kaplicy Prawosławnej Śww. Ap. Piotra i Pawła w Wołominie
- 1938–1950 – ks. Mikołaj Smolski
- 1950–1958 – duchowieństwo z parafii katedralnej w Warszawie
- 1958 – 28.07.2013 – ks. Włodzimierz Kuprjanowicz
- od 28.07.2013 – ks. Michał Dmitruk